# Баранцево (Мещовский район)
Баранцево — деревня в Мещовском районе Калужской области России. Входит в состав городского поселения «Город Мещовск».

## География
Деревня расположена примерно в 12 км (по прямой) к юго-востоку от райцентра города Мещовска, у реки Локнавы. Рядом с деревней проходит автодорога федерального значения М3 «Украина». Часовой пояс — UTC+3:00.

## История
Во времена дореволюционной России деревня входила в состав Новосельской волости Мещовского уезда.
В списке населённых мест Калужской губернии за 1859 год числится как сельцо Баранцево (Никольское) при речке Локнаве. На тот момент в сельце числилось 17 дворов и проживало 186 человек (91 мужчина и 95 женщин).
Согласно списку населённых мест за 1897 год, в сельце Баранцево проживали 107 мужчин и 126 женщин.
В 1927 году, после упразднения Мещовского уезда, деревня оказалась на территории Сухиничского уезда. В 1929 год деревня вошла в состав Мещовского района Сухиничского округа Западной области, а после её упразднения — в состав Калужской области.

## Население
| 2002 | 2010 |
| ---- | ---- |
| 201  | ↗236 |